# Hylobates funereus
Hylobates funereus — примат родини гібонів, Hylobatidae. Він ендемічний для північно-східного Борнео (Бруней, Індонезія, Малайзія). Зареєстрований на висотах від 100 до 1700 метрів. Населяє первинний і вторинний тропічний вічнозелений ліс.

## Морфологічні особливості
Вид досягає довжини голови й тулуба від 47 до 49 см і ваги від 5 до 6,4 кг. Забарвлений у насичений темно-коричневий або сірий колір. Волосся на маківці — у формі віяла від чола до спини і значно довше над вухами. Є білувата маска на обличчі. Руки й ноги іноді світліші.

## Спосіб життя
Як правило, вони активні від 8 до 10 годин на день, прокидаючись на світанку та усамітнюючись на верхівках своїх дерев, де вони ночують, пізно вдень перед заходом сонця. Як і всі гібони, вони харчуються переважно стиглими фруктами, особливо інжиром (24 %). Фрукти становлять близько 65 % (27–90 % залежно від пори року) їхнього раціону, частка листя — 32 % (8–73 % залежно від пори року), квітів — 4 % і тваринна їжа становить приблизно 2 %. Група зазвичай складається з 3–4 тварин, самиці, самця та їхнього потомства. H. funereus розмножуються цілий рік. Як правило, між двома пологами проходить 36 місяців. За молодняком зазвичай доглядає мати, хоча допомагає батько і старший молодняк. У 6 років молодняк досягає зросту своїх батьків, але залишається з ними до досягнення статевої зрілості у 8–9 років. Тривалість життя — до 47 років.